# Condado de Crosby
El condado de Crosby es uno de los 254 condados del estado estadounidense de Texas. La sede del condado es Crosbyton, al igual que su mayor ciudad. El condado tiene un área de 2.335 km² (de los cuales 6 km² están cubiertos por agua), y una población de 7.072 habitantes, para una densidad de población de 3 hab/km² (según censo nacional de 2000). El condado fue fundado en 1876.

## Demografía
Para el censo de 2000, había 7.072 personas, 2.512 cabezas de familia, y 1.866 familias residiendo en el condado. La densidad de población era de 8 habitantes por milla cuadrada.
La composición racial del condado era:
- 63.77% blancos
- 3.89% negros o negros americanos
- 0.54% nativos americanos
- 0.03% asiáticos
- 0.07% isleños
- 29.89% otras razas
- 1.81% de dos o más razas.

Había 2.512 cabezas de familia, de las cuales el 35.6% tenían menores de 18 años viviendo con ellas, el 59.0% eran parejas casadas viviendo juntas, el 11.4% eran mujeres cabeza de familia monoparental (sin cónyuge), y 25.7% no eran familias.
El tamaño promedio de una familia era de 3 miembros.
En el condado el 30.7% de la población tenía menos de 18 años, el 8.5% tenía de 18 a 24 años, el 24.0% tenía de 25 a 44, el 21.1% de 45 a 64, y el 15.6% eran mayores de 65 años. La edad promedio era de 34 años. Por cada 100 mujeres había 91.1 hombres. Por cada 100 mujeres mayores de 18 años había 87.2 hombres.

## Economía
Los ingresos medios de un cabeza de familia el condado eran de USD$25.769 y el ingreso medio familiar era $29.891. Los hombres tenían unos ingresos medios de $23.775 frente a $17.229 de las mujeres. El ingreso per cápita del condado era de $14.445. El 22.6% de las familias y el 28.1% de la población estaban debajo de la línea de pobreza. Del total de gente en esta situación, 36.6% tenían menos de 18 y el 22.7% tenían 65 años o más.